# 接合法
接合法（せつごうほう、英: joining method）とは、いくつかの物をつなぎ合わせ一体化させる技術のこと。つなぎ合わせる物の種類によって多くの方法が存在する。

## 金属の接合

### 機械的接合
- リベット接合
- ねじ接合
- 圧入

### 冶金的接合
溶接
- 融接
  - ガス溶接 - 酸素アセチレン溶接
  - アーク溶接
    - 非消耗電極式 - ティグ溶接・プラズマ溶接
    - 消耗電極式 - 被覆アーク溶接・サブマージアーク溶接・ミグ溶接・炭酸ガスアーク溶接・セルフシールドアーク溶接

  - エレクトロスラグ溶接
  - 電子ビーム溶接
  - レーザービーム溶接
- 圧接
  - 抵抗溶接
    - 重ね抵抗溶接 - スポット溶接・プロジェクション溶接・シーム溶接
    - 突合せ抵抗溶接 - アプセット溶接・フラッシュ溶接・バットシーム溶接

  - 鍛接・摩擦圧接・爆発圧接
- ろう接
  - ろう付け・はんだ付け

## 木材の接合

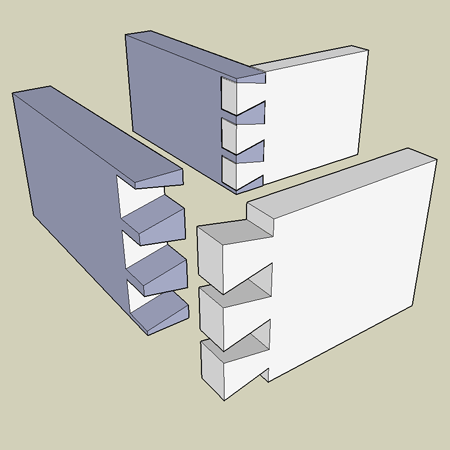
蟻継、ダブテイル

- 結束
植物のつるやロープで木材を縛りつけ一体化させるもの。木材の接合法としては最も古いものであると考えられる。
- ほぞ・仕口
木材の接合部をノミや鋸で刻み凹（ほぞ）凸（仕口）の噛み合わせを作って嵌め合わせる事で一体化させるもの。
- 機械的接合
  - 楔、チキリ
  - 釘、カスガイ
  - ねじ
  - 金物
- 接着

## 合成樹脂の接合
- 溶接
- 機械的接合
  - スナップフィット
  - 圧入
  - ねじ接合
- 接着
- 溶着

## 布の接合
- 縫製
- 接着

## 紙の接合
- 接着